# Руан

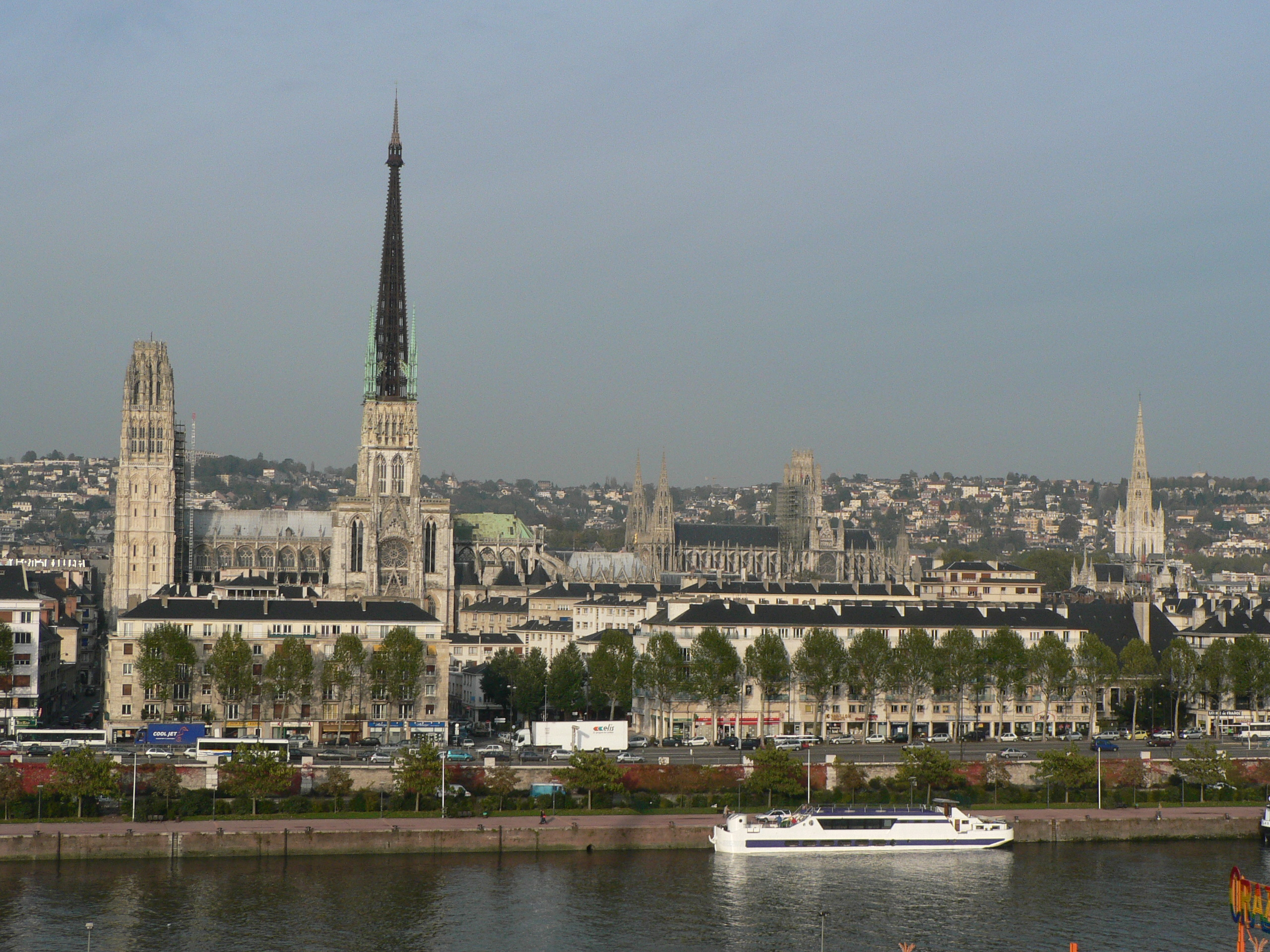
Руанський собор

Руа́н (фр. Rouen фр.: [ʁwɑ̃] ( прослухати) або [ʁu.ɑ̃]) — місто та муніципалітет у Франції, адміністративний центр регіону Верхня Нормандія та департаменту Приморська Сена. Центр історичного регіону Нормандія. Населення — 111 553 особи (2011).
Муніципалітет розташований на відстані близько 115 км на північний захід від Парижа.

## Географія

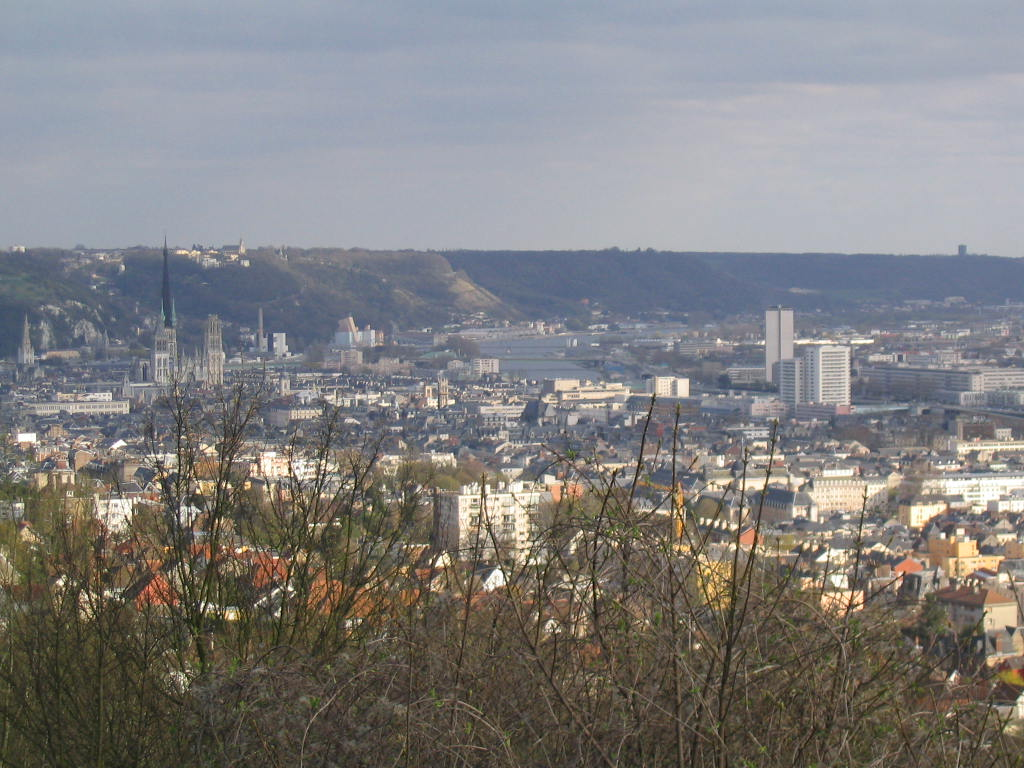
Панорама Руана

Місто розташоване на берегах Сени, крім того, через нього протікають її притоки, зокрема річки Обетт, Робек і Кайі.

## Історія
Руан, імовірно, був заснований римлянами і в античну епоху називався Rotomagus.
У V столітті нашої ери місто стало резиденцією єпископа, а при Меровінгах отримало статус столиці Нейстрії.
У IX столітті Руан був завойований норманами і з тих пір став столицею Нормандії і резиденцією нормандських герцогів. 1204 року французький король Філіп II Август приєднав Нормандію до свого королівства.

## Транспорт

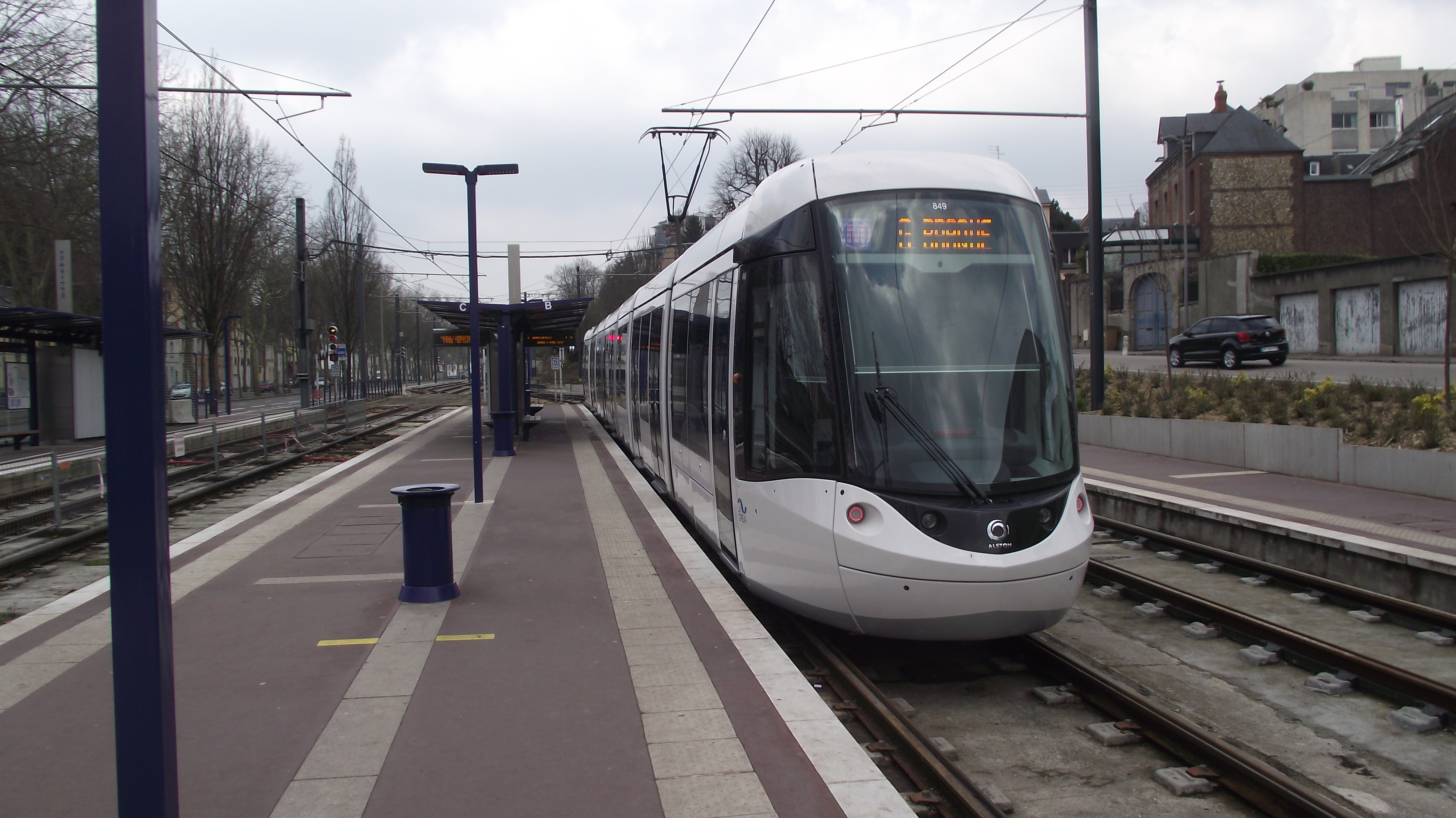
Новий трамвай у Руані

Руан обслуговується системою легкої рейки, що відкрилася у 1994 (Métro). У Руані також діють автобуси, трамваї, залізниця. Це важливий річковий порт.

## Визначні місця

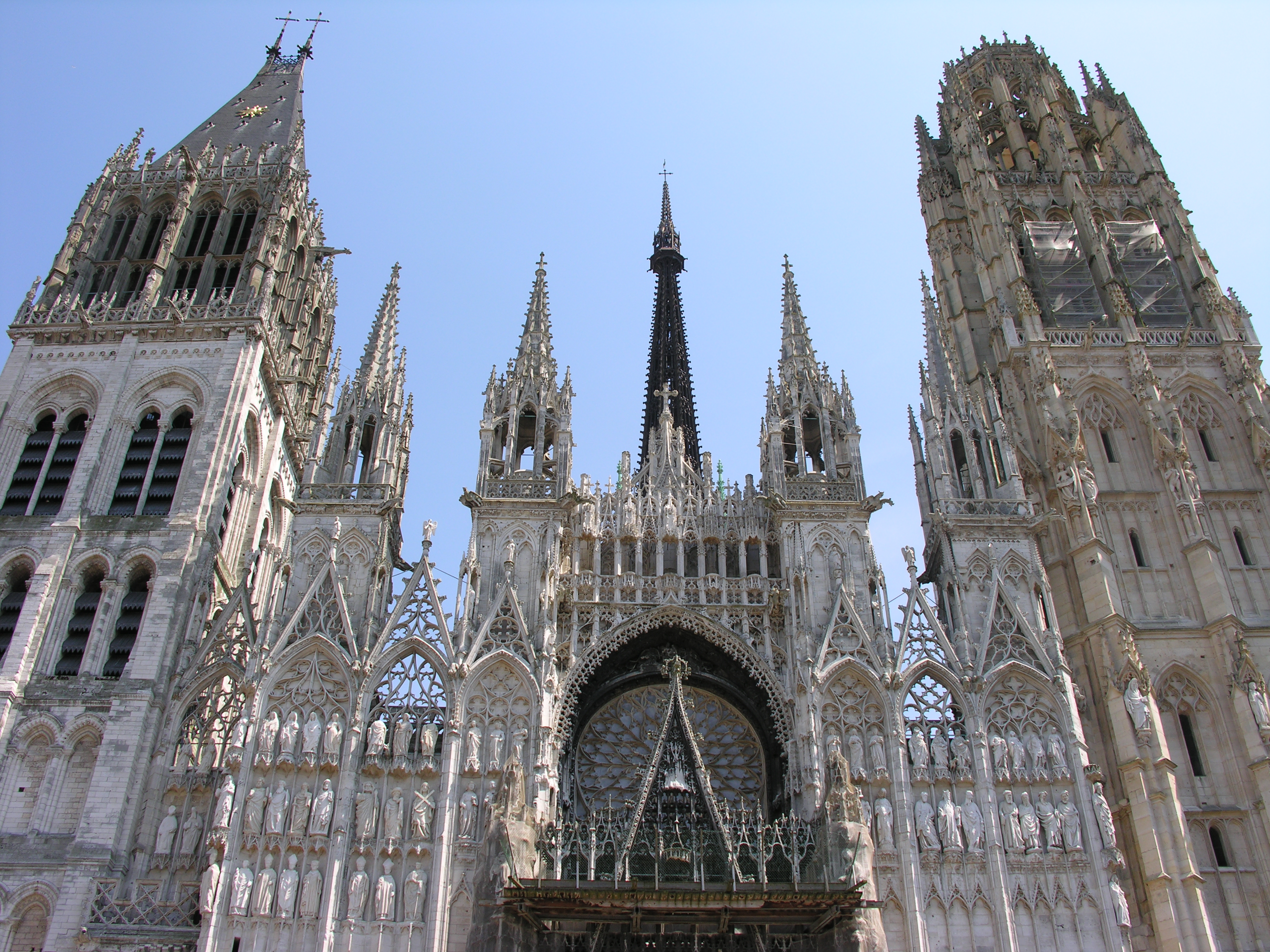
Фасад Руанської катедри

Руан знаменитий своїм собором Нотр-Дам (найбільшим собором, збудованим у стилі нормандської готики, будівництво почате в 1210, закінчене на початку XVI століття; вітражі XII-XV століть). Руанський Нотр-Дам відображений на серії картин Клода Моне.
Окрім того, цікаві готична церква Сент-Уен (XIV—XVI століття) і церква Сен-Маклу в стилі «напівкам'яної готики» (1434—1470), ренесансний готель Буртерульд (1501—1537), Палац правосуддя та інші. У історичному центрі Руану — значна кількість фахверкових громадських споруд середніх віків.
У центрі площі В'ю Марші після Другої світової війни побудований собор Святої Жанни Д'арк. Це великий сучасний архітектурний комплекс, що включає, окрім собору, також критий ринок (що дав назву площі). Дах собору нагадує вогнище, на якому в цьому самому місці була страчена Жанна Д'арк. Одна зі стін складена зі старовинних вітражів собору, що збереглися, який стояв на цьому місці й був знищений авіацією союзників під час висадки в Нормандії.
Серед музеїв Руану можна відзначити Руанський музей образотворчого мистецтва, Музей правдивої історії, Музей античності, Музей Флобера, Музей кераміки, Морський, річковий і портовий музей Руану.

## Навчальні заклади
У місті діє Ліцей П'єра Корнеля, заснований єзуїтами в XVI столітті. Зараз це середній навчальний заклад, який готує учнів до вступу в університети й так звані Великі школи.
У 1964 році в місті було засновано Руанську академію.

## Демографія
Динаміка населення (Cassini і INSEE ):
Розподіл населення за віком та статтю (2006):
| Стать | Всього | До 15 років | 15-24  | 25-44  | 45-64  | 65-85 | Понад 85 |
| --- | ------ | ----------- | ------ | ------ | ------ | ----- | -------- |
| Чоловіки | 50 473 | 7924        | 10 607 | 16 662 | 9904   | 4859  | 517      |
| Жінки | 57 417 | 7561        | 12 565 | 16 175 | 11 346 | 8000  | 1770     |
| \| Статево-вікова піраміда \| Статево-вікова піраміда \| Статево-вікова піраміда \| \| ----------------------- \| ----------------------- \| ----------------------- \| \| Чоловіки \| Вік \| Жінки \| \| 517 \| 85 + \| 1770 \| \| 923 \| 80-84 \| 1879 \| \| 1199 \| 75-79 \| 2217 \| \| 1320 \| 70-74 \| 2020 \| \| 1417 \| 65-69 \| 1884 \| \| 1717 \| 60-64 \| 2090 \| \| 2695 \| 55-59 \| 2975 \| \| 2696 \| 50-54 \| 3135 \| \| 2796 \| 45-49 \| 3146 \| \| 2764 \| 40-44 \| 3009 \| \| 3501 \| 35-39 \| 3258 \| \| 4466 \| 30-34 \| 4154 \| \| 5931 \| 25-29 \| 5754 \| \| 6869 \| 20-24 \| 7997 \| \| 3738 \| 15-20 \| 4568 \| \| 2466 \| 10-14 \| 2439 \| \| 2388 \| 5-9 \| 2308 \| \| 3070 \| 0-4 \| 2814 \| |        |             |        |        |        |       |          |
| Статево-вікова піраміда |        |             |        |        |        |       |          |
| Чоловіки | Вік    | Жінки       |        |        |        |       |          |
| 517 | 85 +   | 1770        |        |        |        |       |          |
| 923 | 80-84  | 1879        |        |        |        |       |          |
| 1199 | 75-79  | 2217        |        |        |        |       |          |
| 1320 | 70-74  | 2020        |        |        |        |       |          |
| 1417 | 65-69  | 1884        |        |        |        |       |          |
| 1717 | 60-64  | 2090        |        |        |        |       |          |
| 2695 | 55-59  | 2975        |        |        |        |       |          |
| 2696 | 50-54  | 3135        |        |        |        |       |          |
| 2796 | 45-49  | 3146        |        |        |        |       |          |
| 2764 | 40-44  | 3009        |        |        |        |       |          |
| 3501 | 35-39  | 3258        |        |        |        |       |          |
| 4466 | 30-34  | 4154        |        |        |        |       |          |
| 5931 | 25-29  | 5754        |        |        |        |       |          |
| 6869 | 20-24  | 7997        |        |        |        |       |          |
| 3738 | 15-20  | 4568        |        |        |        |       |          |
| 2466 | 10-14  | 2439        |        |        |        |       |          |
| 2388 | 5-9    | 2308        |        |        |        |       |          |
| 3070 | 0-4    | 2814        |        |        |        |       |          |

## Економіка
У Руані розташований великий річковий порт, доступний для морських суден (перевантаження товарів з морських кораблів на річкові й на залізниці). У місті розвиваються бавовняна та інші галузі текстильної промисловості. У передмістях — металургія, машинобудування; нафтопереробна, хімічна, деревообробна й  паперова промисловість.
2010 року серед 79 812 осіб працездатного віку (15—64 років) 54 227 були активними, 25 585 — неактивними (показник активності 67,9%, у 1999 році було 65,9%). З 54 227 активних мешканців працювало 46 014 осіб (23 052 чоловіки та 22 962 жінки), безробітними було 8213 (4347 чоловіків та 3866 жінок). Серед 25 585 неактивних 14 510 осіб було учнями чи студентами, 4400 — пенсіонерами, 6675 були неактивними з інших причин.

У 2010 році в муніципалітеті числилось 50041 оподатковане домогосподарство, у яких проживали 95165,5 особи, медіана доходів виносила 18 118 євро на одного особоспоживача.

## Уродженці
- Луї Ле Ру д'Енфревіль (1642—1712) — французький адмірал
- Вільям Еуд (1789—1825) — мандрівник, дослідник Індії, Месопотамії та Малої Азії
- Гюстав Флобер (1821—1880) — французький письменник
- Моріс Леблан (1864—1941) — французький письменник і журналіст
- Жак Ріветт (1928—2016) — французький кінорежисер та кінокритик
- Давід Трезеге (*1977) — відомий французький футболіст, нападник